# Yasmeen Lari
Yasmeen Lari (c nacida en 1941;. en urdu: یاسمین لاری‎ ) es la primera mujer arquitecta de Pakistán. Es especialmente conocida por su participación en la intersección de la arquitectura y la justicia social. Desde su retiro oficial de la práctica arquitectónica en 2000, su ONG Heritage Foundation Pakistan, reconocida por la ONU, ha estado realizando trabajos de ayuda humanitaria y proyectos de conservación histórica en aldeas rurales de todo Pakistán. Fue galardonada con el Premio Fukuoka en 2016 y medalla de oro del RIBA en 2023.

## Biografía
Yasmeen Lari nació en la ciudad de Dera Ghazi Khan y pasó sus primeros años en Lahore y sus alrededores en el conocido clan de iraquíes Biradari. Su padre Zafarul Ahsan, un oficial de ICS, estaba trabajando en importantes proyectos de desarrollo en Lahore y otras ciudades, a través de los cuales Lari estuvo expuesta a la arquitectura. Su hermana es la política paquistaní Nasreen Jalil. Cuando tenía 15 años, salió por primera vez de Pakistán para ir a Londres con su familia. Inicialmente viajó en vacaciones pero ella y sus hermanos terminaron matriculándose en universidad.  Tras ser rechazada en un principio en la escuela de arquitectura, Yasmeen Lari estudió dos años de artes en Londres antes de ser aceptada en la Escuela de Arquitectura de la Universidad Oxford Brookes.  
Después de graduarse de la Escuela de Arquitectura de Oxford en 1964, Lari regresó a Pakistán a los 23 años con su esposo, Suhail Zaheer Lari, y abrió su firma de arquitectura Lari Associates en Karachi, Sindh, Pakistán. Se convirtió en la primera mujer arquitecta en Pakistán. Inicialmente, enfrentó dificultades cuando los trabajadores en los sitios de construcción desafiaron su autoridad o conocimiento debido al hecho de ser mujer.
En 1969, Lari se convirtió en miembro electo del Royal Institute of British Architects (RIBA).
Sus proyectos posteriores incluyeron viviendas, como Angoori Bagh Housing (ABH) (1978), y edificios comerciales, como el Hotel Taj Mahal en 1981, el Centro de Finanzas y Comercio en 1989 y la Casa del Petróleo del Estado de Pakistán (sede de la Compañía PSO ) en Karachi en 1991.
Lari se retiró en 2000 de la práctica arquitectónica. Sin embargo permanece activa para la preservación histórica como asesora del proyecto de la UNESCO, como directora ejecutiva de Heritage Foundation Pakistan y como presidenta de Karavan Initiatives.  
Entre 2010 y 2014, entre otros proyectos, Lari había construido más de 36,000 casas para los afectados por las inundaciones y terremotos de Pakistán. Lari implementa técnicas de construcción tradicionales y materiales locales en la reconstrucción de la región de Sindh Valley en Pakistán.
En 2013, ayudó a los aldeanos del distrito de Awaran que fueron afectados por el terremoto de Baluchistán de 2013.
Yasmeen Lari es una de las fundadoras y presidenta actual del Capítulo paquistaní de la Red Internacional para la Construcción, Arquitectura y Urbanismo Tradicionales (INTBAU), creada en 2018.

## Filosofía de diseño
Sobre la práctica arquitectónica en el sudeste asiático, Lari dijo: "Los dos extremos del espectro de los dos mundos en los que vivimos y trabajamos se captan mejor con las palabras de dos arquitectos famosos, Mies van der Rohe y Hassan Fathy. Mies van der Rohe, un maestro de poner los elementos de un edificio juntos y el gran maestro de los detalles, ha dicho: "Primero me interesa un buen edificio. Luego lo colocó en el mejor lugar posible. En contraste, Hassan Fathy, quien ha hablado con más fuerza que cualquier otro sobre la beatificación de la lengua vernácula y la importancia de la tradición, afirma: 'Debes comenzar desde el principio, dejando que tus nuevos edificios crezcan a partir de la vida cotidiana de las personas que vivirán en ellas, moldeando las casas al compás de las canciones de las personas, tejiendo el patrón de una aldea como si se tratara de telares de la aldea, atentos a los árboles y las artesanías que crecen allí, respetuosos de los horizontes y humildes antes de las estaciones '" 

## Obra arquitectónica

### Proyectos completados
- Naval Officers Housing, Karachi[14]
- Angoori Bagh Housing (also known as ABH) (1978)
- Taj Mahal Hotel, Karachi (1981)
- Finance and Trade Center (FTC Building), Karachi (1989)
- Pakistan State Oil House (PSO House), Karachi (1991)

### Proyectos históricos de conservación y restauración (incompleto)
- Centro del patrimonio de Khairpur[15]
- Casa Sethi en Sethi Mohallah (2010–2012)

## Premios
- En 2002, la Fundación Heritage recibió el Premio de Reconocimiento de la ONU de las Naciones Unidas por sus esfuerzos y resultados para promover la conservación cultural e histórica.[2]
- En 2006, Lari recibió el premio Sitara-e-Imtiaz, uno de los premios civiles más importantes del gobierno de Pakistán, en reconocimiento a sus servicios a la profesión arquitectónica y a la conservación del patrimonio de sitios históricos en Pakistán.[17]
- En 2011, recibió el "Primer Premio de la Mujer Maravilla del Año de Pakistán".[18]
- En 2016, recibió el Premio Fukuoka de Arte y Cultura.[19]
- Ha recibido el Premio Jane Drew 2020, elevando el perfil de las mujeres en arquitectura y diseño.[20]
- En 2023 el Royal Institute of British Architects le ha concedido la medalla de oro.[5]
- En 2025, Lari recibió el premio de la Fundación Wolf en Israel, pero lo rechazó por «el genocidio en marcha en la Franja de Gaza».[21]

## Vida personal
Yasmeen Lari vive en Karachi, Pakistán, con su esposo, Suhail Lari. Tiene tres hijos. 